# Physemacris papillosa
Physemacris papillosa är en insektsart som först beskrevs av Fabricius 1775.  Physemacris papillosa ingår i släktet Physemacris och familjen Pneumoridae. Inga underarter finns listade i Catalogue of Life.